# Johann Georg IV. (Sachsen)

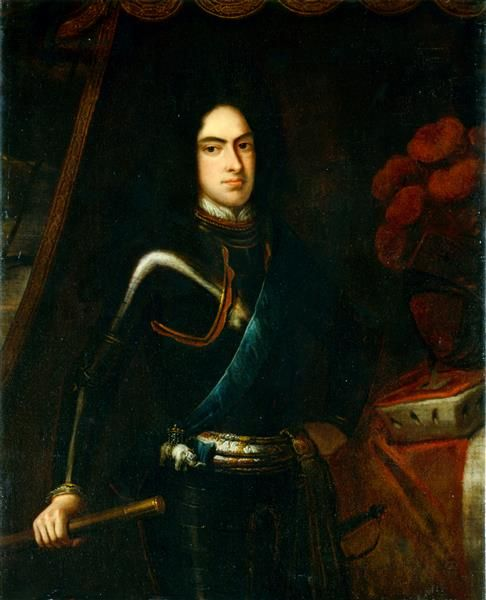
Johann Georg IV. von Sachsen, Ölgemälde der Werkstatt von Heinrich Christoph Fehling, Gemäldegalerie Alte Meister zu Dresden

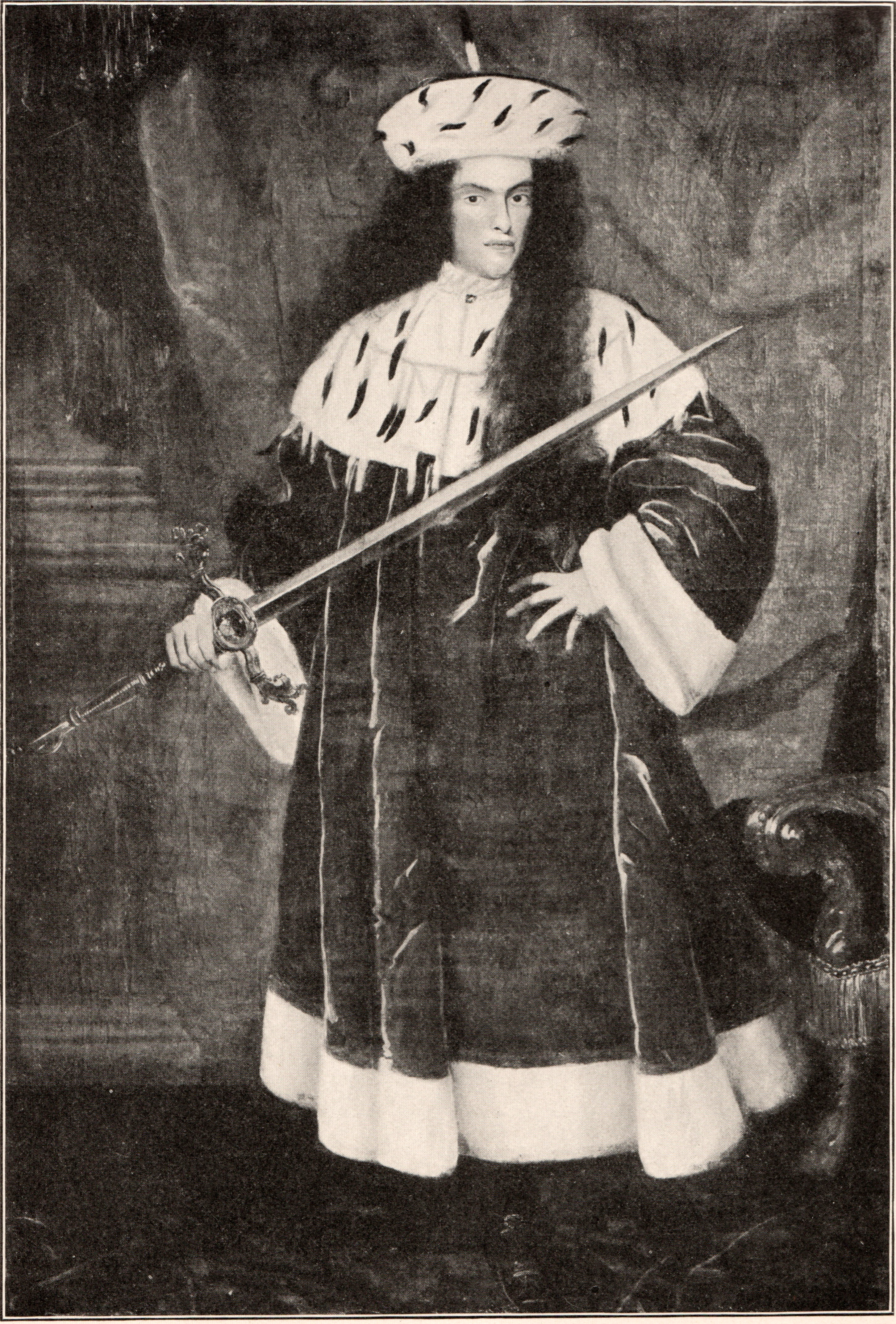
Kurfürst Johann Georg IV. von Sachsen, Tafelbild von David Richter dem Älteren

Johann Georg IV. (* 18. Oktober 1668 in Dresden; † 27. April 1694 ebenda) aus der albertinischen Linie der Wettiner war seit 1691 Kurfürst von Sachsen.

## Leben
Johann Georg war der ältere der beiden Söhne des Kurfürsten Johann Georg III. von Sachsen (1647–1691) aus dessen Ehe mit Anna Sophie (1647–1717), Tochter des dänischen Königs Friedrich III. Der Kurprinz war sorgfältig ausgebildet worden, galt als begabt und wurde früh in die Regierungsgeschäfte mit einbezogen. Seine Kavalierstour führte ihn nach England, Frankreich und in die Niederlande, später auch nach Italien. Anders als sein jüngerer Bruder soll er aufgrund von Magen- und Blasenleiden kränklich gewesen sein. Im Feld bewährte sich Johann Georg auf Seiten des Kaisers beim Feldzug gegen Frankreich.
Als politischer Berater Johann Georgs fungierte Hans Adam von Schöning, der eine politische Annäherung an Brandenburg versuchte. Diesem Zweck diente auch die unglückliche Ehe des Kurfürsten mit Eleonore, der Witwe des Markgrafen von Brandenburg-Ansbach. Innenpolitisch wurde versucht, die Macht des Adels und den Einfluss der Landstände zurückzudrängen. Johann Georg setzte die wirtschaftliche Konsolidierungspolitik seines Vaters fort und errichtete 1692 in Leipzig eine Kadettenschule.
Schöning trat auch gegen die österreichfreundliche Politik Kursachsens auf, und als der Kaiser die sächsischen Subsidienforderungen in Höhe von 400.000 Talern ignorierte, zog Johann Georg IV. seine Truppen vom Rhein zurück. Schöning wurde dafür 1692 bei einem Kuraufenthalt in Teplitz vom Kaiser gefangengesetzt.
Johann Georgs Zorn darüber konnte mit der Erhebung seiner Mätresse zur Reichsgräfin von Rochlitz verbunden mit einem Geldgeschenk des Kaisers von 40.000 Talern leidlich besänftigt werden, und der Kurfürst erneuerte am 2. Februar 1693 sein Bündnis mit Österreich, wenn auch die Verhandlungen über die Freilassung Schönings weiter andauerten. An der Spitze von 12.000 Mann zog der Kurfürst, nach der Verwüstung Heidelbergs, persönlich an den Rhein.
Die Bemühungen des Kaisers wurden von England unterstützt. Der Abgesandte des Königs Wilhelm III. von England überreichte am 26. Januar 1693 in Dresden an den Kurfürsten den Hosenbandorden (siehe Münze), einer der angesehensten Orden Europas, mit der Erwartung eines Beitrages zum Untergang Frankreichs. Aus diesem Anlass erfolgte ein Büchsenschießen.
Bereits in seiner Kurprinzenzeit begann Johann Georg ein Verhältnis mit Magdalena Sibylla von Neitschütz (1675–1694), das er nicht nur weiter unterhielt, als er nach dem Tod seines Vaters 1691 Kurfürst von Sachsen geworden war, sondern auch nachdem er am 17. April 1692 in Leipzig Eleonore von Sachsen-Eisenach geheiratet hatte. Der Familie Neitschütz gelang es, im Kurfürstentum Einfluss zu gewinnen, auch wenn sich Magdalene Sibylle selbst der Politik fernhielt.
1693 erhob er seine Geliebte zur Gräfin von Rochlitz. Im Sommer desselben Jahres gebar sie eine Tochter, starb jedoch schon ein Jahr später; als Todesursache wurden die Pocken angegeben. Kurz darauf starb auch der Kurfürst. Es wurden ebenfalls Pocken diagnostiziert. 
Als Kurfürst von Sachsen folgte ihm sein Bruder Friedrich August I., der angesichts der negativen Stimmung in der Bevölkerung und mit Blick auf seine Finanzen dem Umfeld der Familie Neitschütz (rund 100 Personen) den Prozess machte. Unter Folter wurde Magdalena Sibyllas Mutter vorgeworfen, den Kurprinzen „behext“ und auch das frühe Ende von dessen Vater herbeigeführt zu haben.

## Rezeption
Die Liebesbeziehung des Kurfürsten zu Magdalena Sibylla von Neitschütz hat der Schriftsteller Christian Friedrich Hunold in seinem 1705 erschienenen Roman Der Europäischen Höfe Liebes- und Helden-Geschichte eingearbeitet.

## Nachkommen
Aus seiner Verbindung mit Magdalena Sibylla von Neitschütz hatte Johann Georg eine außerehelich geborene Tochter:
- Wilhelmine Marie Friederike (* 1693, † nach 1729), Gräfin von Rochlitz

⚭ 1720 Graf Peter von Dunin († 1736)
| |  | Begräbnistaler Johann Georg IV. |
| Gedenkmünze auf seinen Tod |  |                                 |
| Reichsspeziesstaler im Reichsmünzfuß vom 30. Mai 1566 |  |                                 |
| Silber 14 Lot 4 Grän = 888,89 ‰ Feingewicht: 25,984 g |  |                                 |
| Gewicht: 29,232 g Durchmesser: 46,31–47,14 mm Dicke: 1,98 mm |  |                                 |
| Prägung 1694 Münzstätte Dresden, Münzmeister Johann Koch |  |                                 |
| Vs.: Brustbild des Kurfürsten im Kurornat mit Allongeperücke mit langem Herrschertitel als Umschrift in einem dreifachen Schriftkreis, oben nach Reichsapfel beginnend, in lateinischer Kapitalschrift: IOHANNES GEORGIUS IV., DUX SAXONIAE, JULIACI, CLIVIAE, MONTIUM, ANGARIÆ ET WESTPHALIÆ, SACRI ROMANI IMPERII ARCHIMARSCHALLUS ET ELECTOR / LANDGRAVIUS THURINGIÆ, MARCHIO MISNENSIS ET UTRIUSQUE LUSATIÆ, BURGGRAVIUS MAGDEBURGENSIS / COMES PRINCIPALIS, HENNEBERGENSIS COMES MARCÆ, RAVENSBERGI ET BARBY, DYNASTA IN RAVENSTEIN (Johann Georg IV., Herzog von Sachsen, Jülich, Kleve, Berg, Engern und Westfalen, des Heiligen Römischen Reiches Erzmarschall und Kurfürst / Landgraf von Thüringen, Markgraf von Meißen und beider Lausitzen, Burggraf von Magdeburg / gefürsteter Graf von Henneberg, Graf von Mark, Ravensberg und Barby, Herr in Ravenstein) |  |                                 |
| Rs.: Nach Georgskreuz Inschrift: PRINCEPS INCOMPARABILIS ET AD MAGNA NATUS DRESDÆ MDCLXVIII XVIII.OCTOBR., HEROS TOGA ARMISQUE CLARISSIMUS, IN GLORIOSIS MAGNI PATRIS VESTIGIIS PRO ASSERENDA CONTRA HOSTES PATRIÆ LIBERTATE ET ÆTATIS FLORE ANNOR XXV. MENSIBUS VI, DIBUS IX, CURRENTE IMPERII TRIENNIO, PRÆMATURE PLACIDA MORTE SUBDITUS, REIPUBLICA OPTIMÆ SPEI MDCXCIV XXVII. APRILIS EREPTUS. (ein unvergleichlicher Fürst und zu Großem geboren zu Dresden am 18. Oktober 1668, ein Held in Rat und Waffen hochberühmt, in den glorreichen Fußstapfen seines großen Vaters für die Verteidigung der Freiheit gegen die Feinde des Vaterlandes und in seiner Herrschaft frühzeitig einem sanften Tod erlegen und der besten Hoffnung des Staates am 27. April 1694 entrissen.)                                                                                       |  |                                 |

## Vorfahren
| Ahnentafel Johann Georg IV. von Sachsen | Ahnentafel Johann Georg IV. von Sachsen                                                                         | Ahnentafel Johann Georg IV. von Sachsen                                                                         | Ahnentafel Johann Georg IV. von Sachsen                                                                         | Ahnentafel Johann Georg IV. von Sachsen                                                                         | Ahnentafel Johann Georg IV. von Sachsen                                                                     | Ahnentafel Johann Georg IV. von Sachsen                                                                     | Ahnentafel Johann Georg IV. von Sachsen                                                                               | Ahnentafel Johann Georg IV. von Sachsen                                                                     |
| --------------------------------------- | --- | --- | --- | --- | --- | --- | --- | --- |
| Ururgroßeltern                          | Kurfürst Christian I. von Sachsen (1560–1591) ⚭ 1582 Sophie von Brandenburg (1568–1622)                         | Herzog Albrecht Friedrich von Preußen (1553–1618) ⚭ 1573 Marie Eleonore von Jülich-Kleve-Berg (1550–1608)       | Kurfürst Johann Georg von Brandenburg (1525–1598) ⚭ 1548 Sabina von Brandenburg-Ansbach (1529–1575)             | Herzog Albrecht Friedrich von Preußen (1553–1618) ⚭ 1573 Marie Eleonore von Jülich-Kleve-Berg (1550–1608)       | König Friedrich II. (1534–1588) ⚭ 1572 Sophie von Mecklenburg (1557–1631)                                   | Kurfürst Joachim Friedrich von Brandenburg (1546–1608) ⚭ 1570 Katharina von Brandenburg-Küstrin (1549–1602) | Herzog Wilhelm der Jüngere zu Braunschweig-Lüneburg (1535–1592) ⚭ 1561 Dorothea von Dänemark und Norwegen (1549–1617) | Landgraf Ludwig V. von Hessen-Darmstadt (1577–1626) ⚭ 1598 Magdalena von Brandenburg (1582–1616)            |
| Urgroßeltern                            | Kurfürst Johann Georg I. von Sachsen (1585–1656) ⚭ 1607 Magdalena Sibylle von Preußen (1586–1659)               | Kurfürst Johann Georg I. von Sachsen (1585–1656) ⚭ 1607 Magdalena Sibylle von Preußen (1586–1659)               | Markgraf Christian von Brandenburg-Bayreuth (1581–1655) ⚭ 1604 Marie von Preußen (1579–1649)                    | Markgraf Christian von Brandenburg-Bayreuth (1581–1655) ⚭ 1604 Marie von Preußen (1579–1649)                    | König Christian IV. (1577–1648) ⚭ 1597 Anna Katharina von Brandenburg (1575–1612)                           | König Christian IV. (1577–1648) ⚭ 1597 Anna Katharina von Brandenburg (1575–1612)                           | Herzog Georg von Braunschweig-Lüneburg (1582–1641) ⚭ 1617 Anna Eleonore von Hessen-Darmstadt (1601–1659)              | Herzog Georg von Braunschweig-Lüneburg (1582–1641) ⚭ 1617 Anna Eleonore von Hessen-Darmstadt (1601–1659)    |
| Großeltern                              | Kurfürst Johann Georg II. von Sachsen (1613–1680) ⚭ 1638 Magdalena Sibylle von Brandenburg-Bayreuth (1612–1687) | Kurfürst Johann Georg II. von Sachsen (1613–1680) ⚭ 1638 Magdalena Sibylle von Brandenburg-Bayreuth (1612–1687) | Kurfürst Johann Georg II. von Sachsen (1613–1680) ⚭ 1638 Magdalena Sibylle von Brandenburg-Bayreuth (1612–1687) | Kurfürst Johann Georg II. von Sachsen (1613–1680) ⚭ 1638 Magdalena Sibylle von Brandenburg-Bayreuth (1612–1687) | König Friedrich III. (1609–1670) ⚭ 1643 Sophie Amalie von Braunschweig-Lüneburg (1628–1685)                 | König Friedrich III. (1609–1670) ⚭ 1643 Sophie Amalie von Braunschweig-Lüneburg (1628–1685)                 | König Friedrich III. (1609–1670) ⚭ 1643 Sophie Amalie von Braunschweig-Lüneburg (1628–1685)                           | König Friedrich III. (1609–1670) ⚭ 1643 Sophie Amalie von Braunschweig-Lüneburg (1628–1685)                 |
| Eltern                                  | Kurfürst Johann Georg III. von Sachsen (1647–1691) ⚭ 1666 Anna Sophie von Dänemark und Norwegen (1647–1717)     | Kurfürst Johann Georg III. von Sachsen (1647–1691) ⚭ 1666 Anna Sophie von Dänemark und Norwegen (1647–1717)     | Kurfürst Johann Georg III. von Sachsen (1647–1691) ⚭ 1666 Anna Sophie von Dänemark und Norwegen (1647–1717)     | Kurfürst Johann Georg III. von Sachsen (1647–1691) ⚭ 1666 Anna Sophie von Dänemark und Norwegen (1647–1717)     | Kurfürst Johann Georg III. von Sachsen (1647–1691) ⚭ 1666 Anna Sophie von Dänemark und Norwegen (1647–1717) | Kurfürst Johann Georg III. von Sachsen (1647–1691) ⚭ 1666 Anna Sophie von Dänemark und Norwegen (1647–1717) | Kurfürst Johann Georg III. von Sachsen (1647–1691) ⚭ 1666 Anna Sophie von Dänemark und Norwegen (1647–1717)           | Kurfürst Johann Georg III. von Sachsen (1647–1691) ⚭ 1666 Anna Sophie von Dänemark und Norwegen (1647–1717) |
| Johann Georg IV. von Sachsen            | | | | | | | | |

## Sonstiges
Während seiner Zeit als Kurfürst ließ Johann Georg IV. 1693 unweit des Jagdschlosses Moritzburg zur Sicherstellung eines ausreichenden Wildbestandes für die herrschaftlichen Jagden einen Thiergarten errichten. Aus dieser Anlage entwickelte sich das Wildgehege Moritzburg.